# Türkenkapelle (Ilmmünster)
Die Türkenkapelle ist eine kleine Wegkapelle in Ilmmünster. Sie wurde im 17. Jahrhundert etwa einen Kilometer außerhalb des Dorfes an der Verbindungsstraße nach Scheyern errichtet. Der Bau erinnert an die Belagerung Wiens durch türkische Soldaten im Jahr 1683.
Die Kapelle ist ein schlichter Rundbau. Ihm aufgesetzt ist eine zeltförmige Kuppelhaube, die mit einem Kreuz abschließt.